# NOAR Linhas Aéreas
A Nordeste Aviação Regional Linhas Aéreas (NOAR Linhas Aéreas) foi uma companhia aérea brasileira fundada em 2009, com sede em Recife, capital do estado de Pernambuco, que encerrou suas atividades em 2011.

## História

### Fundação e início das operações (2009–10)
A NOAR originou-se do sonho de um grupo de empresários de Caruaru, em 2009, com um investimento de 40 milhões de reais, objetivando se tornar uma forte empresa aérea regional.
Aideia era ligar os municípios interioranos aos grandes centros da Região Nordeste do Brasil entre suas principais bases operacionais, Caruaru (jurídica) e Recife (principal), de modo a ocupar a lacuna deixada pelas principais empresas aéreas da época, que não atendiam com voos diretos os destinos regionais, mas sem intenções de concorrer com estas.
Em 25 de junho de 2009, a companhia recebeu a Autorização de Funcionamento Jurídico.No mesmo mês, a NOAR realizou uma compra de quatro aeronaves LET L-410, da Chéquia, com capacidade para 19 passageiros e 2 tripulantes, sem divulgar o custo da operação.
Segundo a NOAR, a intenção era transportar setenta mil pessoas por ano em cada aeronave. O modelo  foi escolhido por ser considerado ideal para rotas de pequeno e médio alcance, como justificado pelo presidente Vicente Rodrigues:
"O L-410 permite um custo operacional em curtas distâncias muito abaixo dos seus potenciais concorrentes, o que vai implicar em passagens mais baratas. Os Let´s são equipados com a nova suíte de aviônicos da Honeywell e um moderno sistema de piloto automático. Todo este investimento adicional em tecnologia representa maior eficiência operacional, menor custo e principalmente segurança para os passageiros."
Vicente Rodrigues também disse que: "O Nordeste vem crescendo muito e há necessidade de transporte aéreo onde hoje as grandes companhias não chegam".

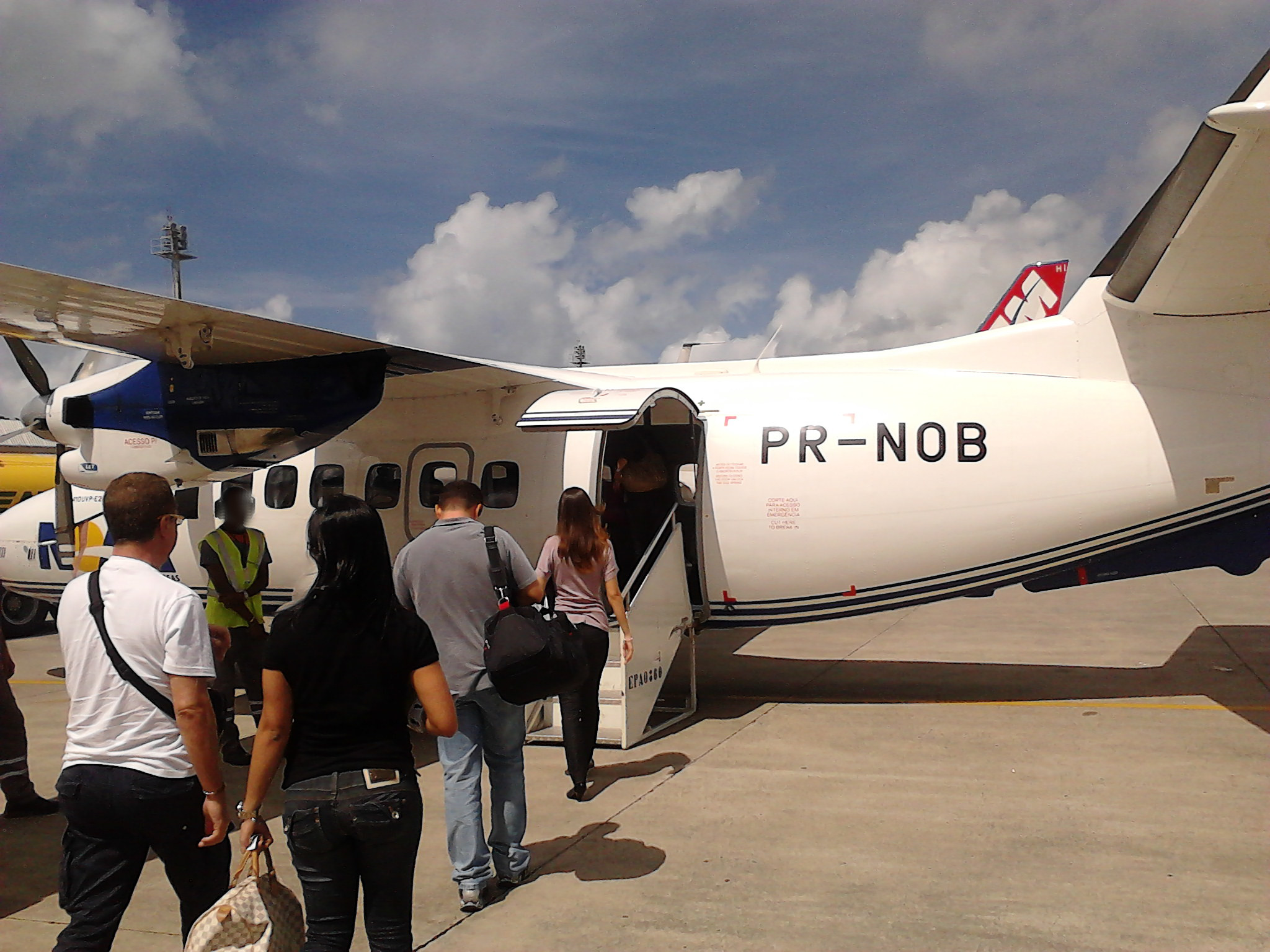
Embarque de passageiros em uma aeronave da NOAR.

Em 9 de março de 2010 recebeu sua primeira aeronave. Em 8 de abril realizaram um voo inaugural no Recife, contando até com a presença do ex-governador Eduardo Campos, dentre outros convidados. Nesse voo, sobrevoaram o Porto de Suape, em Cabo de Santo Agostinho. Em 12 de abril, a NOAR recebeu o CHETA, e como último processo de criação de uma empresa aérea, recebeu a concessão da ANAC em 12 de maio, podendo transportar passageiros, cargas e mala postal durante 10 anos. Em 25 de maio, a NOAR foi autorizada a operar entre Recife, Aracaju e Maceió, a partir de 7 de junho, porém, iniciou apenas em 14 de junho. Em 4 de junho, recebeu sua segunda aeronave.
A NOAR Linhas Aéreas possuía acordo em codeshare com a Gol Linhas Aéreas desde setembro de 2010.

### Acidente aéreo e encerramento das operações (2011)
Em 13 de julho de 2011, a aeronave LET L-410, prefixo PR-NOB, que fazia o voo 4896, entre Recife e Mossoró, caiu logo após a decolagem, às 06h51, ao tentar um pouso forçado Praia de Boa Viagem, causando sua explosão e morte instantânea dos 2 tripulantes e 14 passageiros.
Após o acidente todos os voos foram suspensos pela ANAC - Agência Nacional de Aviação Civil.
Em 26 de novembro de 2014 a NOAR perdeu sua licença de operação.

## Frota

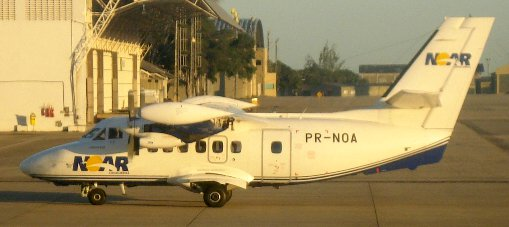
Let L-410 da NOAR Linhas Aéreas.

Do pedido inicial de quatro aeronaves realizado à fábrica, foram entregues apenas as duas primeiras unidades, o PR-NOA e o PR-NOB, tendo essa última aeronave destruída no acidente fatal.
| Aeronave           | Total         | Prefixo |
| ------------------ | ------------- | ------- |
| Let L-410          | 1 (2 pedidos) | PR-NOA  |
| Total de aeronaves | 1 aeronave    |         |